# Граунт, Джон
Джон Граунт (англ. John Graunt; 24 апреля 1620, Лондон — 18 апреля 1674, Лондон) — английский учёный, родоначальник науки демографии.
Наряду с Уильямом Петти начал разрабатывать методы статистики и переписи населения, которые являются основой современной демографии. Впервые использовал таблицу дожития, содержащую данные о вероятностях дожития до определённого возраста. Граунт также считается первым экспертом в области эпидемиологии.
Его книга «Естественные и политические наблюдения над списками умерших» (1662, англ. Natural and Political Observations Made upon the Bills of Mortality) посвящена преимущественно статистике по социальной гигиене. Он изучает отчёты о смертности и предпринимает попытку создания системы предупреждения возникновения очагов и распространения бубонной чумы. Система фактически создана не была, но его работы являются первой, основанной на методах статистики, оценкой численности населения Лондона.
Джон Граунт по профессии был галантерейщиком, однако, благодаря научной эрудиции, продемонстрированной в книге, и при содействии Карла II он стал членом Лондонского королевского общества.
В конце жизни Джон Граунт остался без работы и без финансовой поддержки. Он умер в бедности от желтухи и заболевания печени в возрасте 53 лет.